# Antíoco VI Teos Epifânio
Antíoco VI Dionísio (em grego:  Άντίοχος Διόνυσος), (147 a.C—140 a.C.) foi um rei da Dinastia Selêucida. Era filho de Alexandre Balas e da rainha Cleópatra Teia (filha do rei Ptolomeu VI Filométor do Egito). Reinou de 144 a.C. a 142 a.C.
Em 145 a.C. seu pai foi destronado por Demétrio II Nicátor, mas sua vida foi salva por Trifão, um general que tinha sido do partido de Alexandre. O menino foi entregue a tutela de um árabe chamado Jâmlico, que residia em Cálcis, onde o jovem Antíoco foi coroado. 

## Reino
O jovem monarca foi coroado ainda em tenra idade, e a ele se uniram as tropas que tinham sido licenciadas por Demétrio II, pois Trifão aproveitou o ódio que eles sentiam dele e os recrutou. Vindo da Arábia para a Síria eles conseguiram derrotar o rei que foi obrigado a fugir para a Cilícia, enquanto isso, Trifão capturou os elefantes e apoderou-se de Antioquia.
Os judeus no princípio ficaram com Demétrio II, seu rival ao trono; mas com uma nova visão do traiçoeiro caráter dele, eles julgaram aconselhável se submeterem a Antíoco VI. Como seu pai ele foi favorável aos judeus. Enviou a Jônatas Macabeu uma carta onde lhe confirmava o sumo sacerdócio, entregava aos judeus os quatro distritos: Samaria, Galileia, Gileade e Acrabata, e o colocava entre os "amigos do rei". Mandou-lhe vasos de ouro e assessórios de mesa de ouro, e mandou que se vestisse de púrpura e usasse a fivela de ouro. Ele também nomeou Jônatas como estratego da Celessíria e seu irmão Simão como estratego da faixa marítima que se estendia de Tiro até a fronteira com o Egito. Todos os favores dos reis selêucidas demonstram que os asmoneus eram uma potência considerável.  A confiança de Antíoco nestes irmãos não foi em vão; Jônatas derrotou o chefe militar de Demétrio na planície de Ḥazor, enquanto Simão capturou a fortaleza de Betsur, que tinha se declarado por Demétrio. 

## Morte
O crescimento do poder militar dos judeus, porém, alarmou Trifão, o guardião de Antíoco, pois ele pretendia subir ao trono.Um ano mais tarde, Trifão lança fora sua máscara, mata Antíoco VI, e se senta no trono.